# Nikołaj Leskow
Nikołaj Siemionowicz Leskow (ros. Николай Семёнович Лесков; ur. 4 lutego?/16 lutego 1831 w Gorochowie, Rosja, zm. 21 lutego?/5 marca 1895 w Petersburgu, Rosja) – rosyjski prozaik i publicysta.

## Życiorys

### Dzieciństwo i młodość
Nikołaj Leskow urodził się w 1831 r. w Gorochowie w rodzinie Siemiona Dmitrijewicza Leskowa i jego żony Marii Pietrowny Ałfierjewej. Matka Nikołaja pochodziła z rodziny szlacheckiej, która straciła majątek w czasie pożaru Moskwy w 1812 r. W momencie urodzenia syna miała osiemnaście lat. Ojciec przyszłego pisarza pochodził z rodziny duchownego prawosławnego, w której kolejni męscy potomkowie wstępowali do stanu duchownego. Po ukończeniu seminarium duchownego Siemion odmówił jednak przyjęcia święceń, przez co został wypędzony z rodzinnego domu przez ojca i zarabiał na życie jako prywatny nauczyciel, a następnie urzędnik sądowy. Osiągnął rangę asesora kolegialnego zapewniającą dziedziczne szlachectwo. Następnie był ławnikiem izby karnej w Orle, jednak na skutek zatargu z gubernatorem musiał odejść ze służby i osiąść w majątku Panino bez prawa do emerytury.
Do ósmego roku życia Leskow przebywał głównie w dworze w Gorochowie, który stanowił własność męża jego ciotki – Michaiła Strachowa. Zarządcą majątku Strachowa był dziadek przyszłego pisarza Piotr Ałfierjew. Razem z jego dziećmi Nikołaj Leskow uczył się u prywatnego guwernera języków francuskiego i niemieckiego. W 1839 wrócił do rodzinnego domu w Paninie i pozostawał tam przez dwa lata, do momentu rozpoczęcia nauki w gimnazjum w Orle. Nie uzyskał dyplomu końcowego tejże szkoły – przez pięć lat zdołał ukończyć trzy z ośmiu klas, po czym przerwał naukę. Przyczyną szkolnego niepowodzenia był fakt, że pozostawiony w mieście bez kontroli ze strony rodziców Leskow spędzał czas na czytaniu literatury pięknej, nie zaś na nauce. W Orle Leskow zetknął się również z ukraińskim etnografem Opanasem Markowiczem i jego żoną Marią, w przyszłości cenioną literatką rosyjską i ukraińską.
Siemion Dmitrijewicz Leskow zdołał uzyskać dla syna stanowisko kancelisty II kategorii w orłowskiej izbie karnej, następnie przyszły pisarz pełnił obowiązki pomocnika referenta. W 1849 r. jego wuj, Siergiej Ałfierjew, profesor medycyny na Uniwersytecie Kijowskim, zdobył dla niego pracę w komisji poborowej w Kijowie. W mieście tym Leskow zetknął się z przedstawicielami polskich kół kulturalnych, nauczył się także języka ukraińskiego, obracał się w środowisku profesorów i studentów miejscowego uniwersytetu.
Cztery lata po ślubie Leskow porzucił pracę w administracji państwowej i został zatrudniony w przedsiębiorstwie „Scott i Wilkins”, która zajmowała się m.in. organizacją przesiedleń chłopów do zasiedlania niemal bezludnych dotąd stepów zawołżańskich. Leskow pełnił w przedsiębiorstwie obowiązki plenipotenta współwłaściciela spółki Scotta i odbył w tym charakterze szereg podróży po całej Rosji. Zdobyte w tym okresie doświadczenia miały istotne znaczenie dla zrozumienia przez niego obyczajów i mentalności ludowej. W 1860 spółka zbankrutowała, przez co przyszły literat ponownie podjął pracę w administracji państwowej, zatrudniony przez kancelarię generał-gubernatora kijowskiego. Jeszcze w tym samym roku postanowił jednak zrezygnować z tej pracy i zostać dziennikarzem.

### Publicysta

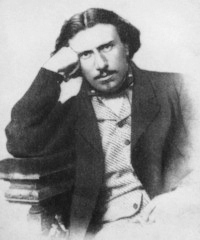
Leskow w 1860 r.

W 1860 r. Leskow podjął współpracę z pismem „Informator Ekonomiczny, Polityczny i Przemysłowy”, w którym opublikował kilka artykułów na tematy społeczne i gospodarcze. W grudniu tego samego roku w Moskwie, za pośrednictwem poznanych w Kijowie młodych wykładowców uniwersyteckich, skontaktował się z wydawczynią pisma „Russkaja Riecz” Jelizawietą Salias de Tournemir de Tournefort, która zatrudniła go w charakterze stałego korespondenta. Leskow zamieszkał w Petersburgu, kontynuował współpracę z „Informatorem”. Jego popularność i renoma w środowisko dziennikarskim rosła. W ciągu pierwszych dwóch lat aktywności na tym polu Leskow zaczął publikować swoje artykuły w pismach „Siewiernaja Pczeła”, „Otieczestwiennyje Zapiski” i „Wriemia”.
W maju 1862 w Moskwie i Petersburgu opublikowana została rewolucyjna odezwa pt. Młoda Rosja, zapowiadająca walkę o socjalizm w Rosji. Niedługo po jej wydaniu, 28 maja, w Petersburgu doszło do pożaru w czasie dorocznego festynu w Ogrodzie Letnim. Ogień powtórzył się jeszcze w kolejnych dniach i zniszczył całkowicie dwa kupieckie kwartały miasta. W Petersburgu pojawiła się plotka, że ogień został podłożony przez Polaków i studentów. Kilku z nich zostało zlinczowanych przez tłum. 30 maja, jeszcze przed ostatecznym opanowaniem żywiołu, Leskow opublikował na łamach pisma „Siewiernaja Pczeła” artykuł, w którym wzywał policję do zidentyfikowania podpalaczy, nadmieniając o istnieniu w tym zakresie pogłosek, nie oceniając jednak ich trafności. Publikacja Leskowa została uznana przez koła liberałów i rewolucyjnych demokratów za denuncjację, a jego samego zaczęto podejrzewać o pracę dla tajnej policji carskiej (III Oddziału Kancelarii Osobistej Jego Cesarskiej Mości).
Wykluczony z kręgów liberalnych, w których dotąd się obracał, Leskow wyjechał we wrześniu 1862 za granicę w charakterze korespondenta pisma „Siewiernaja Pczeła”. Przez ziemie polskie, czeskie i przez Niemcy dotarł do Paryża, gdzie mieszkał do wiosny roku następnego. W swoich artykułach, publikowanych pod wspólnym tytułem Z dziennika podróży, bez podania nazwiska autora, opisywał życie w dzielnicach robotniczych i dzielnicach nędzy w Paryżu. Przebywając w stolicy Francji nie włączył się w miejscowe życie literackie, obracając się głównie w kręgach studentów-Słowian, zbliżając się zwłaszcza do Czechów. Stał się również sympatykiem idei panslawizmu.

### Kariera literacka

#### Konflikt z obozem demokratycznym i liberalnym
W 1863 r. Leskow opublikował pod pseudonimem Nikołaj Stiebnicki dwa opowiadania – Byk piżmowy i Żywot pewnej baby. W 1865 wydał Powiatową Lady Makbet i Bez wyjścia – powieść o współczesnym mu środowisko rewolucyjnych demokratów, nihilistycznej młodzieży rosyjskiej. Dzieło to miało stanowić obiektywne przedstawienie tego ruchu i jego rzetelną ocenę, jednak w rzeczywistości stało się satyrą obrazowanego w nich środowiska. Chociaż Leskow nie bronił w dziele caratu (w rezultacie część ustępów powieści zostało ocenzurowanych), kilku bohaterów utworu stanowiło łatwe do zidentyfikowania karykatury popularnych działaczy demokratycznych. Słabe artystycznie dzieło praktycznie nie różniło się od innych „powieści antynihilistycznych”, atakujących demokratyczne i liberalne kręgi rosyjskiej inteligencji. Czołowy demokratyczny krytyk literacki Dmitrij Pisariew gwałtownie skrytykował powieść, a swoją recenzję zakończył pytaniami, czy po Bez wyjścia w Rosji znajdzie się wydawca gotowy publikować kolejne dzieła autora tego tekstu. W rezultacie niemal do śmierci Leskow nie mógł opublikować żadnego tekstu w prasie liberalnej. Utrzymywał się zatem z pisania dla prasy dziecięcej, cerkiewnej lub mało znanych pism lokalnych. Odrzucił jednak propozycję Michaiła Murawjowa, by zostać redaktorem oficjalnego pisma guberni wileńskiej i przejąć majątek po powstańcu styczniowym. Ponownie pisarz został skrytykowany przez działaczy liberalnych i rewolucyjnych po wydaniu w 1871 r. powieści Na noże – postawiono jej te same zarzuty, co poprzedniej powieści. W okresie powstania wymienionych utworów Leskow był przeciwnikiem ruchu rewolucyjnego w Rosji, chociaż nie należał także do obozu przeciwnego (krytykował np. poddaństwo chłopów).

#### Współpraca z Michaiłem Katkowem
Nie mogąc publikować swoich artykułów w prasie liberalnej, jak również pod wpływem ewolucji własnego światopoglądu, Leskow rozpoczął współpracę z pismem „Russkij Wiestnik”, wydawanym przez ideologa rosyjskiego nacjonalizmu Michaiła Katkowa. Dzięki nawiązanymi za jego pośrednictwem kontaktom z rosyjskimi urzędnikami i kręgami konserwatywnymi w 1874 Leskow został członkiem komitetu naukowego oceniającego publikacje dla ludu. Na łamach „Russkiego Wiestnika” mógł również publikować kolejne opowiadania, w tym zaliczane do jego najważniejszych literackich osiągnięć Kler katedralny i Napiętnowany anioł. Inne dzieło, opowiadanie Wędrowiec urzeczony, wydał w 1873 na łamach pisma Russkij Mir (Katkow odmówił jego druku). Pisarz nigdy nie przejął w pełni idei Katkowa, pragnął zachować jako twórca niezależne spojrzenie, opierając je na wartościach chrześcijańskich.
W 1874 r. Leskow poróżnił się z Katkowem; w późniejszych latach twierdził, że jego wpływ na jego aktywność literacką, czy wręcz na całą krajową literaturę, był negatywny. W końcu tego roku pisarz zakończył współpracę z pismem Katkowa, gdy ten odmówił dalszego drukowania jego powieści w odcinkach Podupadły ród, satyrze sfer rządzących za panowania Aleksandra I. Latem 1875 Leskow ponownie opuścił Rosję i spędził dwa miesiące w Paryżu. Rozczarowany panującą w mieście atmosferę, odmienną od tej, jaką zastał w czasie poprzedniego pobytu we Francji, wyjechał z kolei na sześć tygodni do Mariańskich Łaźni. Do Rosji wrócił przez Berlin, Drezno i Pragę. W czasie podróży doszło do kolejnej przemiany światopoglądowej twórcy. Zaczął on krytycznie oceniać Rosyjski Kościół Prawosławny i interesować się innymi wyznaniami, zerwał z konserwatystami. Wyrazem zmiany stosunku Leskowa do Cerkwi rosyjskiej (dawniej był głęboko wierzącym wyznawcą prawosławia) był zbiór szkiców Drobiazgi z życia biskupów, oparte na autentycznych epizodach opowiadania Bunt szlachecki w parafii dobryńskiej i Żmija rajska oraz seria opowiadań Notatki nieznajomego. Antyklerykalny wydźwięk całości, mimo zawarcia w dziełach także pozytywnych postaci duchownych, oburzył rosyjską hierarchię cerkiewną i konserwatystów.

#### Lata 80. i 90. XIX w.
Po zerwaniu z rosyjskimi konserwatystami, nadal nie mogąc publikować swoich utworów w prasie liberalnej, Leskow musiał zarabiać na życie, pisząc do prasy bulwarowej i niszowych czasopism. Pensja urzędnicza i uzyskiwane w ten sposób zarobki z trudem wystarczały pisarzowi na utrzymanie. Ostatecznie w 1883 r. Leskow stracił pracę urzędnika. Już wcześniej zastrzeżenia jego przełożonych budził jego antyklerykalizm i obrona sztundystów przed administracyjnymi szykanami; w wymienionym roku pisarz stracił pracę po opublikowaniu w Istoriczeskim Wiestniku pisma opisującego pijaństwo duchownego prawosławnego (na podstawie archiwaliów z 1727). Leskow nie nabył tym samym prawa do emerytury.
Trudności w pracy urzędniczej szły w parze z poprawą pozycji w świecie literackim Rosji. Leskow publikował kolejne opowiadania obrazujące życie codzienne rosyjskich chłopów, szlachty, kapłanów prawosławnych, kupców i mieszczan. Jego teksty ponownie zaczęły ukazywać się w prasie liberalnej. Od 1892 r. był współpracownikiem jednego z pierwszych rosyjskich pism modernistycznych pt. „Siewiernyj Wiestnik”. Modernistyczny krytyk literacki A. Wołynski rozpoczął prace nad pierwszą monografią jego twórczości. Z kolei w 1894 publicysta Michaił Mienszykow porównał go z Sałtykowem-Szczedrinem i Dostojewskim, twierdząc, że Leskow padł w poprzednich latach ofiarą niezrozumienia i niewdzięczności.
W 1887 r. Leskow poznał Lwa Tołstoja. Spotkanie to miało ogromne znaczenie dla jego późnej twórczości. Obaj twórcy utrzymywali ze sobą ożywiony kontakt korespondencyjny, a koncepcje społeczne i religijne Tołstoja wywarły znaczny wpływ na ostatnie dzieła Leskowa. Zachował on jednak krytyczne stanowisko wobec prób wcielania w życie założeń tołstoizmu i szybko poróżnił się z uczniami Tołstoja.
W latach 1889–1890 rozpoczęty został druk dzieł zebranych Leskowa, ukończony po śmierci twórcy. VI tom edycji, zawierający większość tekstów pisarza o wydźwięku antyklerykalnym, został skonfiskowany przez cenzurę. Wydarzenie to sprawiło, że literat gwałtownie podupadł na zdrowiu i w nocy z 20 na 21 lutego 1895 zmarł wskutek zapalenia płuc. Został pochowany w Kwaterze Literatów na Cmentarzu Wołkowskim. W swoim testamencie poprosił o przeprowadzenie pogrzebu możliwie najskromniej.

## Życie prywatne
W 1853 r. Nikołaj Leskow ożenił się z córką kijowskiego kupca Olgą Wasiljewną Smirnową. Miał z nią córkę Wierę. Małżeństwo okazało się nieudane, zaś w dwadzieścia sześć lat po ślubie kobieta wskutek choroby psychicznej musiała zostać oddana do szpitala. Jeszcze przed tą datą, w 1865 34-letni Leskow rozpoczął romans z młodszą od siebie o osiem lat i również zamężną Jekatieriną Bubnową. Ze związku tego przyszedł na świat syn Andriej. Związek ten rozpadł się w 1877. Olga Leskowa przeżyła męża o trzynaście lat.

## Twórczość

### Ogólne cechy utworów Leskowa
W utworach Leskowa nie jest stosowana perspektywa oceniająco-wartościująca. Pisarz ten dążył do stworzenia w swoich tekstach iluzji rzeczywistości, maksymalnego naśladownictwa życia. Wydarzenia w utworach przedstawiane są z punktu widzenia jednego z bohaterów, dochodzi do zachwiania proporcji między szczegółami istotnymi dla akcji i drugorzędnymi, co jest świadomym zabiegiem mającym naśladować rzeczywistość pozaliteracką. Aby zwiększyć wrażenie autentyczności, Leskow często sugerował, że jego opowiadanie jest zapisem ludowego przekazu (np. Mańkut) lub też opisem prawdziwych wydarzeń, których świadkiem był autor (np. Straszydło). Równocześnie w twórczości Leskowa znaczące miejsce zajmują elementy autobiograficzne i odwoływanie się do własnych doświadczeń. Wiele utworów Leskowa miesza elementy typowe dla literatury pięknej z cechami tekstu publicystycznego.
Na równi z Fiodorem Dostojewskim Leskow wprowadził do literatury rosyjskiej nowy sposób pojmowania relacji autor-bohater. Rezygnując z dominującej dotąd koncepcji wyższości autora, który nie tylko przedstawiał, ale i oceniał postępowanie postaci, pisarz charakteryzował swoich bohaterów przez ich własne wypowiedzi oraz komentarze innych bohaterów.
Leskow interesował się żywo problemami współczesnej Rosji. Zadania pisarza porównywał do funkcji rysownika i opowiadacza, podkreślał, że jego obowiązkiem jest realistyczne oddawanie rzeczywistości. Podejmując aktualne tematy ujmował je w kategoriach moralności i etyki, nie zaś pod kątem społeczno-ekonomicznym. Uważał, że poprawa sytuacji kraju może nastąpić, jeśli cały naród rosyjski i każdy jego członek z osobna przejdą moralną odnowę. Cała grupa jego utworów poświęconych „mężom sprawiedliwym” (ros. prawiedniki), których postawa miała służyć za wzór dla wewnętrznej przemiany czytelników.

### Utwory omężach sprawiedliwych
Szereg utworów Leskowa poświęcony został bohaterom określanym przez niego jako mężowie sprawiedliwi. Rosyjski termin prawiednik, jakim określał pisarz główne postacie tego cyklu, jest cerkiewnosłowiańskim określeniem jednej z kategorii świętych prawosławnych, grupujących osoby kanonizowane z powodu pełnego cnót życia świeckiego. Mianem tym nazywano także osoby będące z tego samego powodu obiektem nieformalnego kultu, nieusankcjonowanego dotąd przez Cerkiew. Leskow definiuje mężów sprawiedliwych jako ludzi poszukujących w życiu codziennym prawdy i sensu istnienia, żyjących według przyjętego systemu etycznego, o niezłomnym charakterze. Niektóre postacie sprawiedliwych odbiegają od ideału świętości w rozumieniu prawosławnym. Są jednak ludźmi dobrymi, których postępowanie może inspirować do moralnej przemiany. Mężowie sprawiedliwi pochodzą z różnych warstw społecznych – mogą być duchownymi, chłopami, mieszczanami, urzędnikami.